# Кавача (река)
Кавача — река на северо-востоке полуострова Камчатка. Длина реки — 26 км; площадь водосборного бассейна — 309 км². Протекает по территории Олюторского района Камчатского края. Берёт исток с западных склонов горы Трезуб, протекает в межгорной долине со скоростью 1,3 м/с, впадает в лагуну Кавача Олюторского залива. Главный приток — Правая Кавача.
Название в переводе с коряк. Кавачьын — «бугристая».

## Данные водного реестра
По данным государственного водного реестра России относится к Анадыро-Колымскому бассейновому округу.
Код объекта в государственном водном реестре — 19060000212120000002556.